# Geocaching

Mezinárodně používaný symbol pro geocaching

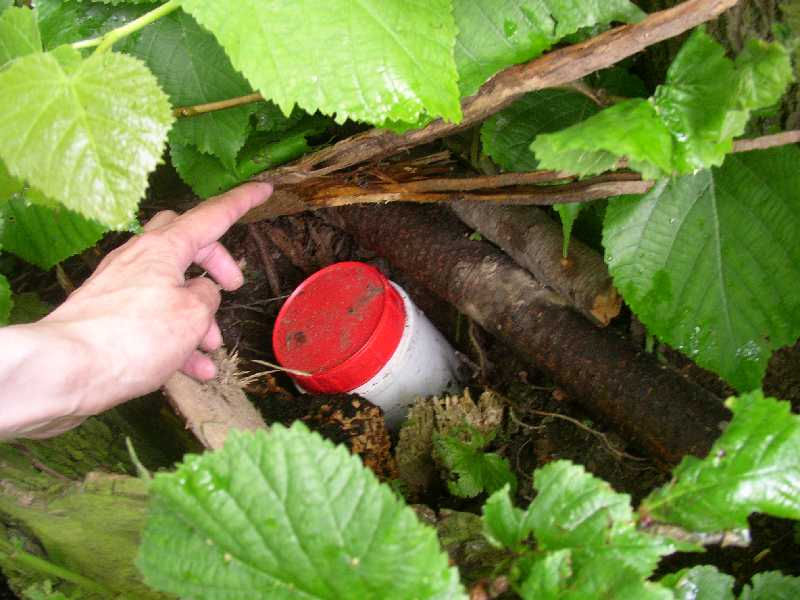
Nalezená geocache

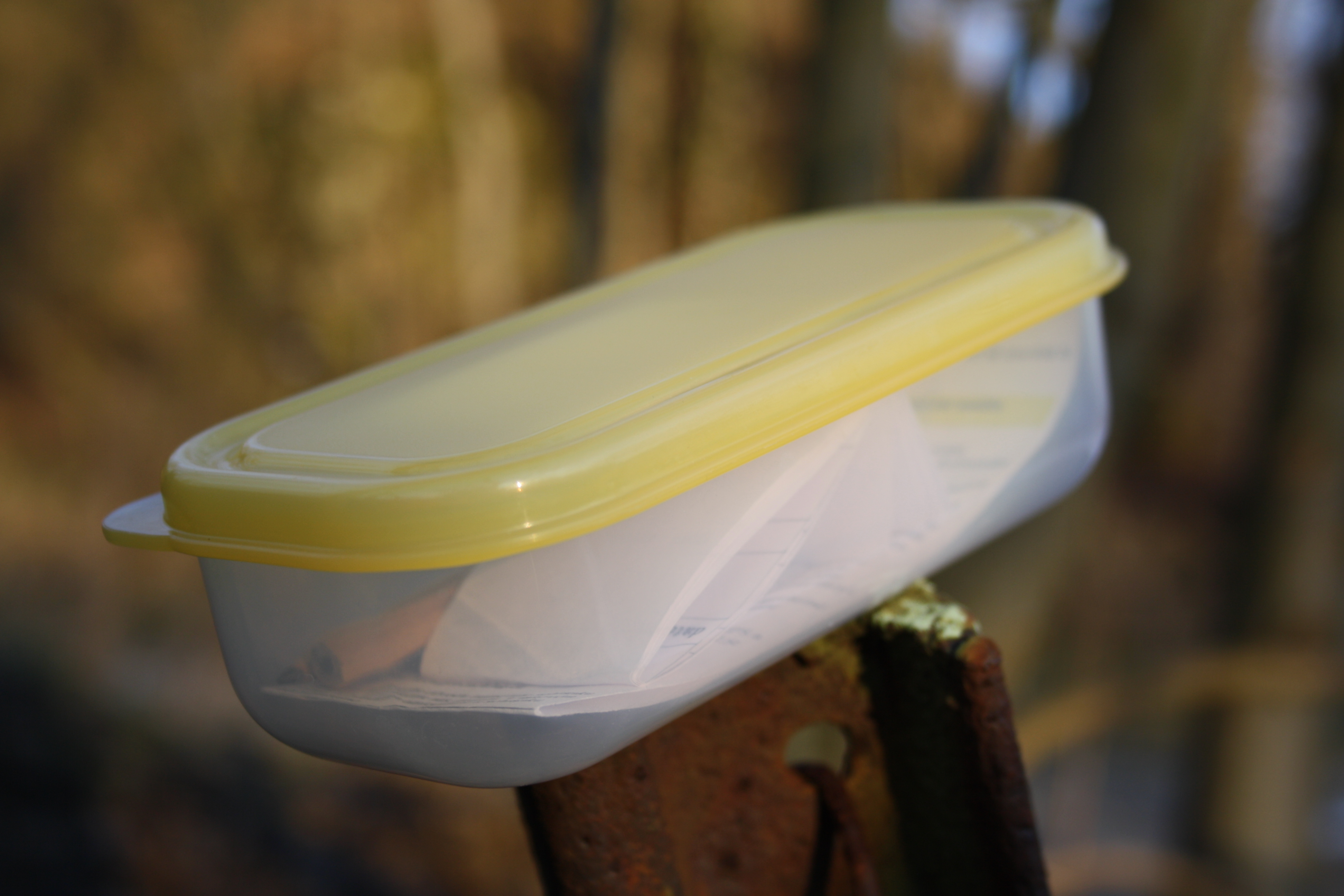
Geocache chvilku před ukrytím

Geocaching (anglicky /dʒɪɒkæʃɪŋ/, v češtině také často /gɛɔkɛʃɪŋk/) je hra na pomezí sportu a turistiky, která spočívá v použití navigačního globálního družicového polohového systému při hledání skryté schránky nazývané cache (v češtině psáno i keš), o níž jsou známy její zeměpisné souřadnice. Při hledání se používají turistické navigační přístroje či chytré telefony. Člověk zabývající se geocachingem bývá označován slovem geocacher, česky též geokačer nebo prostě kačer. Po objevení cache, zapsání se do logbooku (deníku) a případné výměně obsahu ji nálezce opět uschová a zamaskuje.
Všeobecně oceňovaným prvkem geocachingu je umisťování keší na místech, která jsou něčím zajímavá a přesto nejsou turisticky navštěvovaná. V popisu cache (listing) jsou pak uvedeny informace o místě s jeho zvláštnostmi a zajímavostmi. Cache se ale umisťují i do zajímavých míst velmi frekventovaných. V některých případech je zajímavým právě úkol, který je s nalezením cache spojen.
V současnosti (2020) existují přibližně 3 miliony keší ve 191 zemích světa, na všech kontinentech včetně Antarktidy. Ve světě existuje více než 200 geocacherských organizací.

## Cache

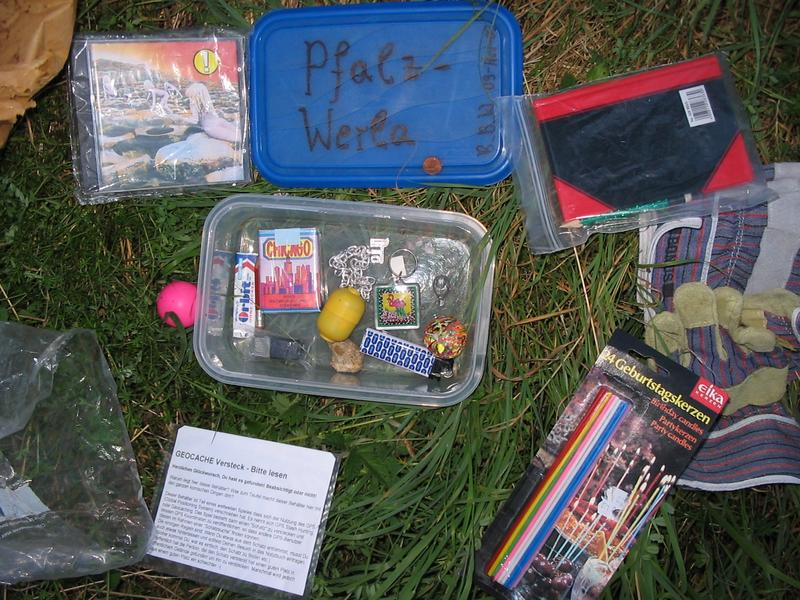
Běžný obsah cache

Cache bývá voděvzdorná, většinou plastová schránka, kanystr, apod. Zakladatel cache (owner – majitel) po jejím umístění zveřejní její souřadnice na některý internetový server zabývající se geocachingem. Schránka by měla být dostatečně veliká, aby se do ní vešel deník (tzv. logbook), do něhož se zapisují její nálezci. Bývá zvykem umísťovat do cache také nějaké předměty na výměnu. Nálezce cache si smí takový předmět vzít (a například přenést do další cache), ale musí místo něj vložit něco vlastního (jiný předmět) pro další účastníky hry, o stejné nebo vyšší hodnotě.

### Pravidla
Cache musí být od sebe vzdálené minimálně 0,1 míle, což je 161 metrů. Keše schvaluje a publikuje reviewer. Revieweři jsou dobrovolníci, kteří mají na starost publikování keší ve stanoveném území. Umístění keše musí dodržovat veškeré místní zákony, na soukromém majetku vyžadují souhlas majitele objektu. Dle regionálních pravidel v Česku se nesmějí zakládat na hřbitovech, dětských hřištích, základních a mateřských školách, nesmějí být zakopané hluboko pod zemí, ve vojenských prostorech atd.

### Obsah keše
Schránka by měla vždy obsahovat alespoň logbook a informaci pro náhodné nálezce („mudlokarta“). Schránka (nebo alespoň logbook) by měla být jednoznačně označena názvem keš či Official Geocache.
Vhodným doplňkem základního obsahu keše je pak ještě tužka, uzavíratelný plastový sáček pro vodotěsné uložení logbooku a tužky a náhradní plastový sáček pro zabalení schránky (pokud je schránka od zakladatele takovým sáčkem opatřena).
Logbook, mudlokarta, vlastní schránka, obal, tužka, případně ořezávátko je stálou součástí keše, a nesmí se z ní odnášet, ani výměnou za jiné předměty!
Pokud to rozměry schránky cache dovolí, může zakladatel keše přiložit drobné předměty na výměnu, nebo trackovatelné předměty (TB nebo GC – viz níže).
Pokud nálezce v keši neobjeví žádný předmět na výměnu, nebo se mu žádný nelíbí, nemusí si jej vzít. Může v keši ale zanechat jiný takový drobný předmět. Rozhodně by si ale neměl vzít žádný předmět z keše, aniž by do keše jiný předmět o stejné nebo vyšší hodnotě výměnou vložil. Celková hodnota obsahu cache se nesmí výměnou snížit. Vhodnost konkrétních předmětů pro vložení do keše je dána jednak velikostí schránky, ale také představou, že nejčastějšími geocachery, kteří se na výměnu těší, jsou malé děti. Naprosto nevhodné jsou tedy předměty jako peníze (s výjimkou symbolických platných mincí jako např. jednotlivé mince cizích měn), cigarety, plynové zapalovače, předměty s nemravným vyobrazením apod. Nepřípustné je vkládání jakýchkoliv potravin (žvýkačky, sušenky, bonbony…).

### Speciální předměty v keši

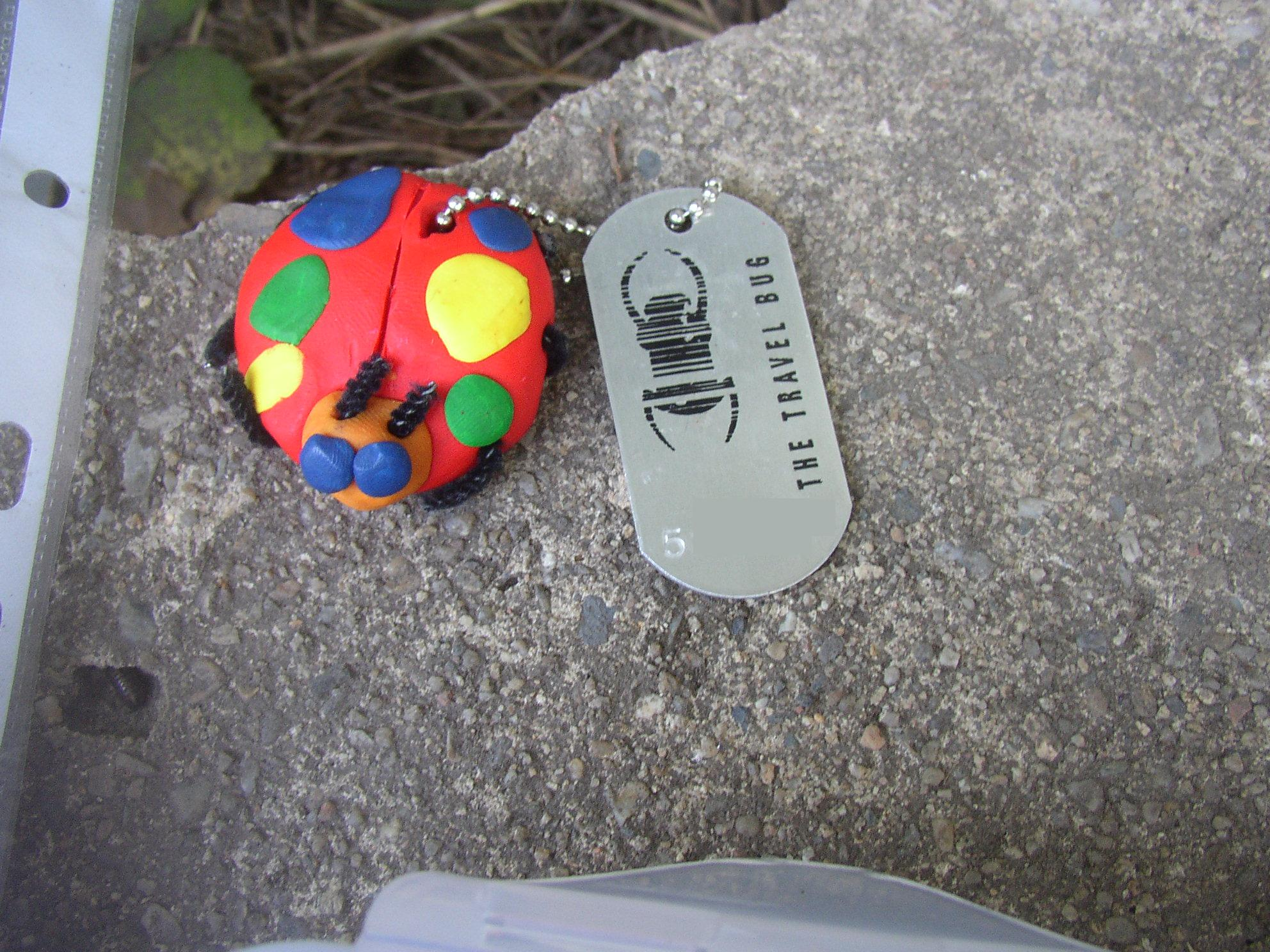
TravelBug (TB) „Creepy Crawlie“ – podomácku vyrobená moduritová beruška

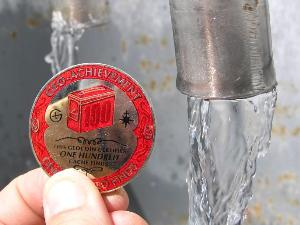
GeoCoin (GC)

V keších je možné nalézt i speciální trasovatelné předměty. Jsou to buď Travel Bugy (udávána mezinárodní zkratka TB, označováno jako TBxxxxx) – předměty opatřené speciální kovovou známkou s unikátním identifikačním kódem, nebo geocoiny (udávána mezinárodní zkratka GC, nebo též počeštěně geomince) – speciální mince s unikátním identifikačním kódem. Každý takový předmět má svůj úkol (anglicky current goal), který je uveden na serveru nebo přímo u travelbugu či geomince na kartičce či jiném prvku. Current goal obsahuje zpravidla cestovní cíl travelbugu či geomince (např. „docestovat do Japonska“), nebo jiné přání ownera (např. „travelbug musí přebývat v keších blízko vody“). Pro travelbug se užívá také zkratka TB a pro geocoin GC.
Pokud nalezená cache obsahuje TB nebo GC, může se geocacher rozhodnout, zda předmět (nemusí být výměnou za jiný předmět) z cache odnese (a pokusí se splnit či pomoci splnit jeho úkol co nejrychlejším přenesením do další cache podle jeho „current goal“), nebo zda si TB resp. GC pouze prohlédne (a poznamená jeho unikátní kód pro pozdější registraci na serveru). Nemusí však volit žádnou z těchto možností a tyto předměty může ignorovat.
Kromě TB a GC, registrovatelnými na serveru Geocaching.com, se občas objevují i jiné trasovatelné předměty. Tyto jsou ale trasovatelné pomocí jiných serverů (např. geokrety.org, www.geotrackables.com, www.geolutins.com). Tyto aktivity jsou zpravidla organizované jednotlivci nespokojenými se skutečností, že s pořízením TB či GC je nutné (kromě výrobní ceny geocoinů) zaplatit drobný poplatek (jednotky dolarů) určený k financování provozu serveru.
Geocacher, který chce být majitelem TB či GC (a s určením nějakého „current goal“ jej vložit do nějaké cache), má možnost je získat pomocí některého z mnoha internetových obchodů zaměřených výhradně na prodej tohoto typu zboží a jiných doplňkových „geocaching“ předmětů (turistických navigačních přístrojů, oblečení, plastových schránek apod.)

## Typy skrýší (caches)

### Podle velikosti

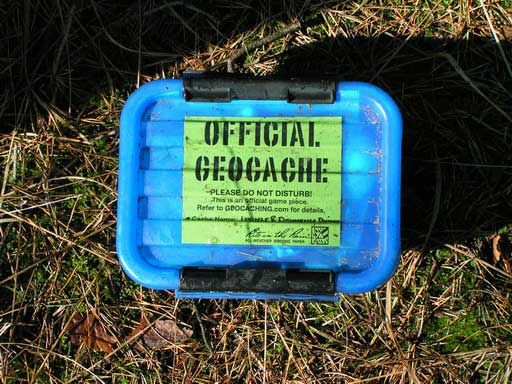
Příklad použité schránky – obal na potraviny

- Nano – nejmenší schránka. Nevejde se do ní tužka a většinou obsahuje pouze „logbook“, který je i tak velmi malý (příkladem může být i GeoKnots Logsheet Roller). Tato velikost nemá podporu na geocaching.com, proto jsou keše této velikosti uváděny buďto jako Micro nebo Other.
- Micro – velmi malá schránka (podle pravidel menší než cca 1 dl, tzn. patří sem i tzv. „nano-cache“). Typicky lehce upravená a přizpůsobená krabička od filmu, od bonbonů tic-tac, od léků apod. Často je také používán prefabrikát PET lahví. Pro její možnost umístit ji nenápadně i do frekventovaných prostor se používá nejčastěji pro keše v centrech měst apod. Micro-cache bývá doplněna magnetem pro snadnější uchycení na kovových konstrukcích a bývá i velmi umně maskována tak, aby co nejlépe splynula s okolím. Pro svoji miniaturní velikost se do micro-cache zpravidla nemohou vkládat žádné předměty na výměnu, ale téměř výhradně pouze logbook a případně tužka.
- Malá – malá schránka, přibližně o objemu malé krabice na ohřívání potravin v mikrovlnné troubě, která se také jako schránka často používá. Small-cache obsahuje logbook a menší předměty na výměnu.
- Střední – schránka běžné velikosti, vejdou se do ní kromě logbooku i větší předměty na výměnu, malé plyšové hračky apod. Často se pro ni používají běžné krabice na ohřívání potravin v mikrovlnné troubě.
- Velká – specializované výjimečné schránky, jejichž nadměrná velikost bývá zaměřena speciálně pro ukládání větších předmětů na výměnu (např. knih a CD).
- Other – schránka neurčitelné velikosti. Může to být například placatá magnetická nálepka nebo kniha v knihovně. Nově se touto velikostí označují i earthcache a eventy.

### Podle charakteru
- Tradiční cache (český výraz tradička) – schránka je umístěna přímo na místě definovaném souřadnicemi zveřejněnými registrovaným členům.
- Multi cache – k nalezení cílové (tzv. finální) skrýše je potřeba nalézt nejprve skrýš první (či splnit úkol či vyluštit šifru) danou zveřejněnými souřadnicemi a z informací získaných v první skrýši nalézt skrýš finální, případně druhou, třetí a další, postupně je nutné se propracovat až na tzv. finální skrýš. Multi cache mohou mít mnoho podob, spojuje je ale shodná filosofie postupného hledání řetězce pomocných skrýší nebo plnění úkolů směřujících k nalezení skrýše hlavní. Jednotlivé pomocné skrýše se nazývají stage (z angl. stage, tj. stupeň).
- Mystery cache (český výraz mysterka) – zveřejněné souřadnice ukazují zpravidla do blízkého okolí cache, ale skutečné souřadnice musí geocacher dopředu získat například prostudováním nějakých informací, vyluštěním hádanky, šifry apod. Někdy se též tato cache nazývá unknown (tj. neznámá).
- Webcam cache (český výraz webka) – speciální cache, která neobsahuje ukrytou schránku, ale přivede geocachera před objektiv konkrétní popsané webkamery. K virtuálnímu „odlovení cache“ pak stačí, aby jiná osoba snímek z webkamery dostupný na internetu uložila. Geocacher pak uložený snímek přiloží jako důkaz k elektronickému logu cache. Nové webcam cache již nelze od konce roku 2005 na serveru Geocaching.com zakládat.
- Letterbox hybrid – Kombinace geocachingu a starší hry letterboxing. Hledání skrýše probíhá jen z části pomocí navigačního přístroje; z části pak podle různých indicií (např. slovní popis cesty, fotografie). Oproti tradiční cache obsahuje navíc razítko, které si nálezce může otisknout do svého deníčku.
- Virtuální cache (český výraz virtuálka) – na zadaných souřadnicích není ukryta žádná skutečná schovaná schránka. Geocacher musí na hledaném místě něco zjistit (např. jména na pomníku apod.) a odeslat tyto informace ownerovi cache pro uznání logu. Tyto cache již není možné na geocaching.com zakládat, ale je možné je stále hledat. V srpnu 2017 dostalo 4000 geokačerů možnost založit novou virtuální kešku. Hráči s touto možností byli vybráni pomocí speciálního algoritmu, který hodnotil například kvalitu jimi založených kešek. Dále byli takto „odměněni“ hráči významně se podílející na chodu geocachingu. Tito hráči mohou svoji odměnu v podobě založení nové virtuálky uplatnit až do srpna 2018.[5][6]
- Earthcache (český výraz earthka  či "zeměkeš") – obdoba virtuálních keší. Earthcache se zakládá v místech s geologickou či jinou zajímavostí týkající se planety Země. Podobně jako u virtuálních cachí není úkolem najít cache, ale dojít na dané místo, zjistit nějaké informace, udělat fotografie atd. Vždy záleží na zakladateli, jaké podmínky pro uznání logu stanoví.
- Event cache – setkání geocacherů. Společenská událost spojená např. s určitým programem (např. CITO). Na setkání může dojít k hromadné výměně travelbugů nebo geocoinů. Opravdu velká setkání mohou být za určitých podmínek označena jako Mega Event. V srpnu 2014 se konal v Mnichově i první Giga Event. V České republice se první Giga Event konal ve dnech 1.–3. 9. 2017 na Plumlově. Zároveň šlo o jediný Giga Event v roce 2017 na světě.[7][8] Na Mega Eventech a Giga eventech jsou také Lab Cache, kešky u nichž je třeba zadat kód
- Cache In Trash Out Event (CITO) – setkání (event), na kterém se geocacheři snaží vyčistit vybrané území od nepořádku a odpadků, které v přírodě ponechali lhostejní lidé. Je to společenské setkání spojené s ekologickým chováním geocacherů k přírodě.
- Wherigo cache (český výraz wigo) – spojení geocachingu a hry wherigo. Od klasického wheriga se liší jen tím, že na konci cesty je keška.
- Members Only Cache (prémiové kešky) – každý typ keše s výjimkou eventů, megaeventů, gigaeventů, lab keší a CITO eventů může být dostupný jen pro prémiové členy

### Podle obtížnosti a terénu
S růstem popularity a dostupnosti geocachingu vznikla mezi částí geocacherů touha po větší exkluzivitě – touha po hledání geocache (tzv. kešek), které nedokáže dosáhnout každý a s jejichž odlovem je často spojena určitá míra adrenalinu, případně i obtížné luštění šifer. Tento typ kešky je některými geocachery nazýván drsnokeš. Možné umístění zahrnuje skály, přírodní i městské podzemí, nedostupné stromy atd. Tyto složitě dostupné kešky se v geocachingovém slangu označují jako tépětky (T5; mají nejvyšší terénní obtížnost – vyjádřenou stupněm 5).
Každá keš má číselně označený terén a obtížnost. Škála je po polovinách celých čísel od 1 do 5.

## Server Geocaching.com
Nejstarší a nejvíce využívaný server je geocaching.com, provozovaný společností Groundspeak v USA v Seattle. Server umožňuje registrovaným uživatelům prohlížet
cache na libovolném místě po celém světě. Také si zde uživatel vede svůj online log, do kterého si zapisuje nálezy. Kromě některých soukromých údajů jsou veškerá data (logy, fotografie, osobní statistiky) přístupná všem registrovaným uživatelům serveru. Každý tak může sledovat nejen vlastní nálezy jednotlivých cache, ale najít si i statistiky nálezů jiných lovců.
Server také umožňuje sledování trasovatelných předmětů, takže lze získat informace o „current goal“ nalezeného TB či GC, stejně tak i o historii putování či aktuální pozici konkrétního TB či GC.

## Alternativní servery
Přístup provozovatele serveru Geocaching.com se časem přestal líbit některým jeho uživatelům, kteří se začali sdružovat k provozování vlastních variant hry. Jestliže se např. TerraCaching zaměřuje na vysokou kvalitu keší a neumožňuje registraci keše zároveň na jiných serverech (tzv. double-listing), Opencaching Network volně sdružující jednotlivé národní projekty, dává důraz na maximální otevřenost, komunitnost a nekomerčnost (tzv. double-listing je zde dovolen, ale není doporučován). V roce 2010 pak vznikl projekt OpenCaching.com, který (spolu s důrazem na jednoduchost) deklaroval podobné cíle jako projekty sdružené v Opencaching Network (otevřenost, komunitnost, nekomerčnost), ale na rozdíl od těchto nezávislých projektů byl OpenCaching.com provozován a řízen firmou Garmin, populárním výrobcem turistických navigací. Dne 21. srpna 2015 Garmin oznámil ukončení provozu OpenCaching.com.

## České servery
K 15. výročí Geocachingu (2. května 2015) byl spuštěn oficiální[zdroj?] Průvodce Geocachingem na webu kesky.cz, který přehledně zpracovává jednotlivé tematické okruhy v českém jazyce – základy Geocachingu, hledání keší, zakládání keší, eventy, trackovatelné předměty, aplikace pro Geocaching a výbava pro Geocaching. Průvodce navíc zahrnuje aktuální přehled plánovaných geocachingových akcí (eventů) na území České republiky.
Největším diskuzním serverem české komunity geocacherů je server Geocaching.cz, obsahující diskusní fórum českých geocacherů s mnoha tématy, informace o zajímavých programech, webech, chystaných setkáních apod. Dále existuje i několik regionálních serverů pro Plzeň (Geocaching Community Plzeň), Brno (K. G. Brno), Olomouc (Olomoucké geokačerstvo), jižní Čechy (Geojih – Geocaching na jihu Čech), západní Čechy (Geowest), Beskydy a Ostravu (BO!!!GEO – Beskydsko-Ostravský geocaching), či Kladensko a okolí (GeoKladno).
Existuje také Česká asociace geocachingu z.s. (tzv. ČAGeo) sídlící v Chrastavě (dříve v Horoměřicích), jedná se o zapsaný spolek, které není nijak spojen s provozovatelem hry. Má ve svých stanovách určen jako cíl zlepšení úrovně geocachingu v České republice. Její největší úspěch je organizace eventů GPS MAZE a první uvedení nového typu kešek Lab Cache (obě mají vlastní ikonu).
Alternativní proudy geocachingu byly v Česku zastoupeny serverem 'OpenCaching.com' a českou verzí 'Opencaching.cz'. Provoz Opencaching.com byl ukončen v srpnu 2015 a web Opencaching.cz je nedostupný od února 2025. Obě tyto alternativy byly z nejrůznějších důvodů na okraji zájmu české geocacherské komunity. Zatímco Opencaching.cz (vzniklý v r. 2006 jako reakce na komerční základ některých služeb na Geocaching.com) v polovině roku 2012 hlásil 400 aktivních keší, na mapě OpenCaching.com, který vznikl v roce 2010, bylo možné v polovině r. 2012 nalézt v Česku necelých 200 keší, zatímco na Geocaching.com jich již v roce 2008 bylo téměř 12000.

## Historie a současnost
Geocaching vznikl v USA bezprostředně poté, co 1. května 2000 rozhodnutí tehdejšího amerického prezidenta Clintona odstranilo umělou odchylku, přidávanou do signálu GPS, a zlepšilo tak přesnost tohoto navigačního systému pro běžné civilní uživatele z desítek až stovek na několik metrů.
K červnu 2005 bylo ve 215 zemích na celém světě přes 171 000 skrýší pro geocaching, z toho zhruba 700 v Česku. V září roku 2006 vzrostl počet skrýší v Česku na celkem 2570 a český geocaching dále prožíval svůj boom, neboť v listopadu 2007 bylo na českém území zaregistrováno již přes 5600 skrýší. Na začátku března 2008 bylo na světě registrováno přes půl milionu míst, z toho 6600 v Česku. Podle statistik serveru geocaching.com najde alespoň jednu cache za týden v průměru kolem 50 tisíc lidí. V ČR bylo založeno do 30. listopadu 2008 11496 keší, a do 31. srpna 2009 15707 keší V červenci 2012 dosáhl počet keší na celém světě čísla 1,5 milionu. V lednu 2014 dosahuje počet keší v systému Geocaching.com celosvětově 2,3 milionu, počet geocacherů přes 6 milionů. Počet aktivních keší v ČR je na počátku roku 2015 přes 40 tisíc, aktivních geocacherů kolem dvaceti tisíc.
Komunita geocacherů organizuje rozmanité kolektivní akce („setkávací“ cache) s programem jako jsou např. úklidy v přírodě, geosetkání, geohry (viz výše CITO cache, Event cache).
Geocaching se těší velké popularitě zejména ve střední a severní Evropě.[zdroj?] Nejvíce nálezů na světě má geocache na Karlově mostě v Praze.

## Kontroverze a problémy
Cacheři při dohledávání geocache bývají konfrontováni policií, s dotazem, co provádí na místě keše. V jiných případech dohledávání geocache na místě uložení vyústilo v informování záchranných složek o podezřelé aktivitě. Došlo k tomu, že veřejné budovy či školy byly evakuovány, když učitelé či policejní jednotky objevili geocache, jako se stalo v případě střední školy Fairview High School v roce 2009. V několika případech byl obsah geocache zneškodněn pyrotechnickými jednotkami, protože existovalo podezření, že v krabičce je uschován nástražný výbušný systém. Rozličné oblasti, od starých hřbitovů po Disneyland, byly v důsledku nalezení geocache přechodně uzavřeny pro veřejnost.
Umístění geocachí bývá někdy terčem kritiky vládních orgánů či veřejnosti. Geocache bývají zaměněny s odpadem. Někteří geocacheři však při hledání geocache odpad z místa umístění naopak odnáší, tato praktika je úzce spojena s tzv. CITO eventy (Cache-In-Trash-Out). Eventy a geocache jsou často spojeny s ekologií a úklidem odpadu, mnoho oblastí tak vypadá čistěji, než bylo dříve a nejsou k tomu zapotřebí státní či lokální finanční zdroje. Geocaching není v USA protizákonný a obvykle je v případě, že je vysvětlen úředníkům, vnímán pozitivně. Nicméně, některá umístění geocache mohou být problematická. Ačkoliv je v pravidlech Groundspeaku zakázáno umisťovat geocache na soukromý majetek bez adekvátních povolení, tak se to stává a posléze je možné, že ostatní geocacheři mohou neoprávněně vniknout na cizí pozemek. Geocache také mohou být uschovány na místech, kde samotné dohledávání může vypadat podezřele (např. blízko škol, dětských hřišť, bank, soudů nebo v rezidentních oblastech). Podobný případ také může nastat, pokud je cache umístěna na místě, kde může být zaměněna za drogový balíček či bombu (speciálně v místech, kde se pohybuje mnoho lidí, pod mosty, poblíž bank, soudů či ambasád). I přes zmíněné problémy s odpadem či nástražnými výbušnými systémy, mohou někteří geocacheři umístit geocache na nebezpečná místa. Ukrytí geocache na těchto místech se nedoporučuje a webové stránky spojené s ukládáním geocachí se snaží vynutit dodržování pravidel a doporučují zakázat některé typy umístění. Nicméně, reviewři (uživatelé schvalující geocache) zpravidla nemohou přesně vidět kde a jak je každá jednotlivá geocache schovaná. Konečně, největší díl zodpovědnosti je na samotných geocacherech, mají možnosti reportovat problémy s umístěním geocache a také si musí počínat s nejvyšší opatrností.
Regionální pravidla pro ukládání geocachí mohou být poměrně komplexní. Například, ve Virginii Virginské Oddělení dopravy (Virginia Department of Transporation) a Agentura pro správu divoké přírody (Wildlife Management Agency) nedávno zakázali ukládání geocachí na všech územích pod kontrolou těchto organizací. Některá města a rekreační oblasti povolují ukládání geocachí s málo či žádnými omezeními, jiná však vyžadují komplikovaná povolení.
Rada Jižní Karolíny schválila v roce 2005 zákon č. 3777, ve kterém stojí: „Je zakázáno provozovat geocaching či letterboxing na hřbitově nebo na historickém či archeologickém nalezišti nebo na nemovitosti veřejně označené jako historická památka bez přímého písemného svolení správce hřbitova či pozemku.“ Zákon byl schválen při prvním čtení v Senátu a od té doby je platný.
Tři dospělí geocacheři, 24letá žena a její rodiče byli při hledání ammoboxu uvězněni v jeskyni a zachráněni hasiči v Rochesteru, ve státě New York. Mluvčí Rochesterských hasičů plk. Ted Kuppinger sdělil: „Je to komplikované, protože pokud se snažíte najít něco takového, tak se pravděpodobně pokusíte překonat sami sebe a přeceníte svoje síly.“

### Úmrtí při geocachingu
Při geocachingu zemřelo několik osob. Úmrtí jedenadvacetiletého zkušeného geocachera v prosinci 2011 s tématem „při přístupu ke keši to nevypadalo tak nebezpečně“ vedlo k diskuzi na fórech Groundspeaku o změnách, které by měly být provedeny a o tom, zda by Groundspeak či majitelé geocachí měli nést zodpovědnost.
V červnu 2018 smetla přívalová povodeň čtveřici geokačerů v zatrubněné části Motolského potoka v Praze. Dva lidé v přívalové povodni utonuli.

## Nejaktivnější geokačeři v České republice a jinde

### svět
Ve statistice evidováno 521 103 geokačerů světa v následujícím pořadí nálezů: 1. mondou2 (USA, Colorado) 214 940 nálezů, 2. Alamogul (USA, Kalifornie) 209 264 nálezů, 3. racer2814 (USA, Illinois) 145 785 nálezů, 4. IMSpider (USA, Delawere) 143 143 nálezů, 5, anonymní, 6. MT-Jonea (Česká republika) 135 734 nálezů, 7. Dave w/o id (USA, New York) 135 655 nálezů atd. (k 5. 3. 2021)
Zastoupení států u prvních 20. míst: 14 x USA, 2 x anonymní, po jednom zástupci Česká republika, Španělsko, Kanada a Francie.

### Česká republika
V České republice evidováno 39 012 geokačerů k 5. 3. 2021. Nejúspěšnějšími geokačeři: 1. MT-Jonea (190 936 nálezů), 2. werg (137 157 nálezů) a 3. otasparta (136 749 nálezů).
- Austrálie: 8 973 geokačerů, 1. místo Liz a Bruce 64 427 nálezů
- Francie: 20 666 geokačerů, 1. místo vilcanota 101 565 nálezů
- Německo: 151 046 geokačerů, 1. a 2. místo je anonymní a 3. místo geoteddybear 76 028 nálezů
- Rakousko: 10 862 geokačerů, 1. místo Skihasen 78 070 nálezů
- Spojené království: 30 000 geokačerů, 1. místo Simplysup 73 402 nálezů
- USA: 113 592 geokačerů, 1. místo mondou2 214 940 nálezů